# Bahnhof Bitterfeld
Der Bahnhof Bitterfeld ist ein Bahnhof in der Stadt Bitterfeld-Wolfen im Ortsteil Bitterfeld in Sachsen-Anhalt. 1857 ging der Bahnhof an der Bahnstrecke Trebnitz–Leipzig in Betrieb. Seit der vollständigen Inbetriebnahme der Strecke von Berlin nach Halle kreuzen sich in Bitterfeld beide Strecken. Anschließend wurde eine weitere Strecke nach Stumsdorf dem Verkehr übergeben. Heute ist Bitterfeld Fernverkehrsbahnhof, u. a. mit zweistündlichem Halt der ICEs von Berlin nach München.

## Lage
Der Bahnhof Bitterfeld liegt im Westen des Ortsteils Bitterfeld, der bis zur Fusion zu Bitterfeld-Wolfen 2007 eine eigenständige Stadt war. Die Bitterfelder Ortskern befindet sich ungefähr einen Kilometer weiter östlich. Die angrenzenden Straßen sind die Bahnhofstraße und der Schwarze Weg.
Die Betriebsstelle ist ein Kreuzungsbahnhof. In ihr kreuzen sich die Bahnstrecken Berlin–Halle (nordost/südwest verlaufend) und Trebnitz–Leipzig (nord/süd verlaufend). Mehr als drei Kilometer verlaufen beide Strecken parallel. Die nächstgelegenen Stationen in alle vier Richtungen sind Greppin, Muldenstein, Petersroda und Roitzsch.

## Geschichte
Am 17. August 1857 ging der Bahnhof Bitterfeld in Betrieb. Das Empfangsgebäude befand sich inmitten der Gleisanlagen. 1890 wurde ein Wasserturm errichtet. Sechs Jahre danach baute man Brücken über die Gleise. Ebenfalls entstanden zwei Inselbahnsteige und die Stellwerke Mbd, Swt und Not. Der Güterschuppen wurde im Jahr 1907 erweitert. Die Nebenbahn nach Stumsdorf nahm man am 1. Oktober 1897 in Betrieb.
Am 18. Januar 1911 gingen im Bahnhof die ersten Fahrleitungsanlagen in Betrieb und nach Dessau verkehrten erstmals elektrische Lokomotiven. Auf der Strecke nach Delitzsch geschah dies am 5. Dezember 1913. Für den Rangierdienst wurden im Jahr 1917 die Stellwerke Rtl, Rtll und Zd errichtet. Zahlreiche Anschlussbahnen ermöglichten den Anschluss von Industriebetrieben an den Bahnhof Bitterfeld. Am 27. September 1921 wurde der kurz nach dem Beginn des Ersten Weltkrieges eingestellte elektrische Betrieb Richtung Leipzig wieder aufgenommen.
Am Nordkopf des Bahnhofs entstand ein neues Heizhaus, das 1930 fertiggestellt wurde. Gegen Ende des Zweiten Weltkrieges kam der Güterverkehr ab März 1945 zum Erliegen, da auch die Brücke über die Mulde gesprengt wurde. Erst ab dem 23. Februar 1949 war diese wieder befahrbar. Aufgrund von Reparationsleistungen mussten die Anlagen des elektrischen Zugbetriebs 1946 zum zweiten Mal abgebaut werden. Nach dem Krieg fuhr erst am 15. März 1958 wieder ein elektrischer Zug nach Roßlau.
Am 15. April 1961 überfuhr kurz vor dem Bahnhof Bitterfeld der Schnellzug D 1150 Berlin–Leipzig ein Halt zeigendes Signal und stieß mit dem entgegenkommenden D 129 München–Sassnitz zusammen. Dabei entgleisten beide Lokomotiven sowie vier Wagen, zwei Personen wurden schwer und mehrere Personen wurden leicht verletzt.
Am 27. November 1977 kam es zu einem Kesselzerknall in Bitterfeld, bei dem neun Menschen starben.

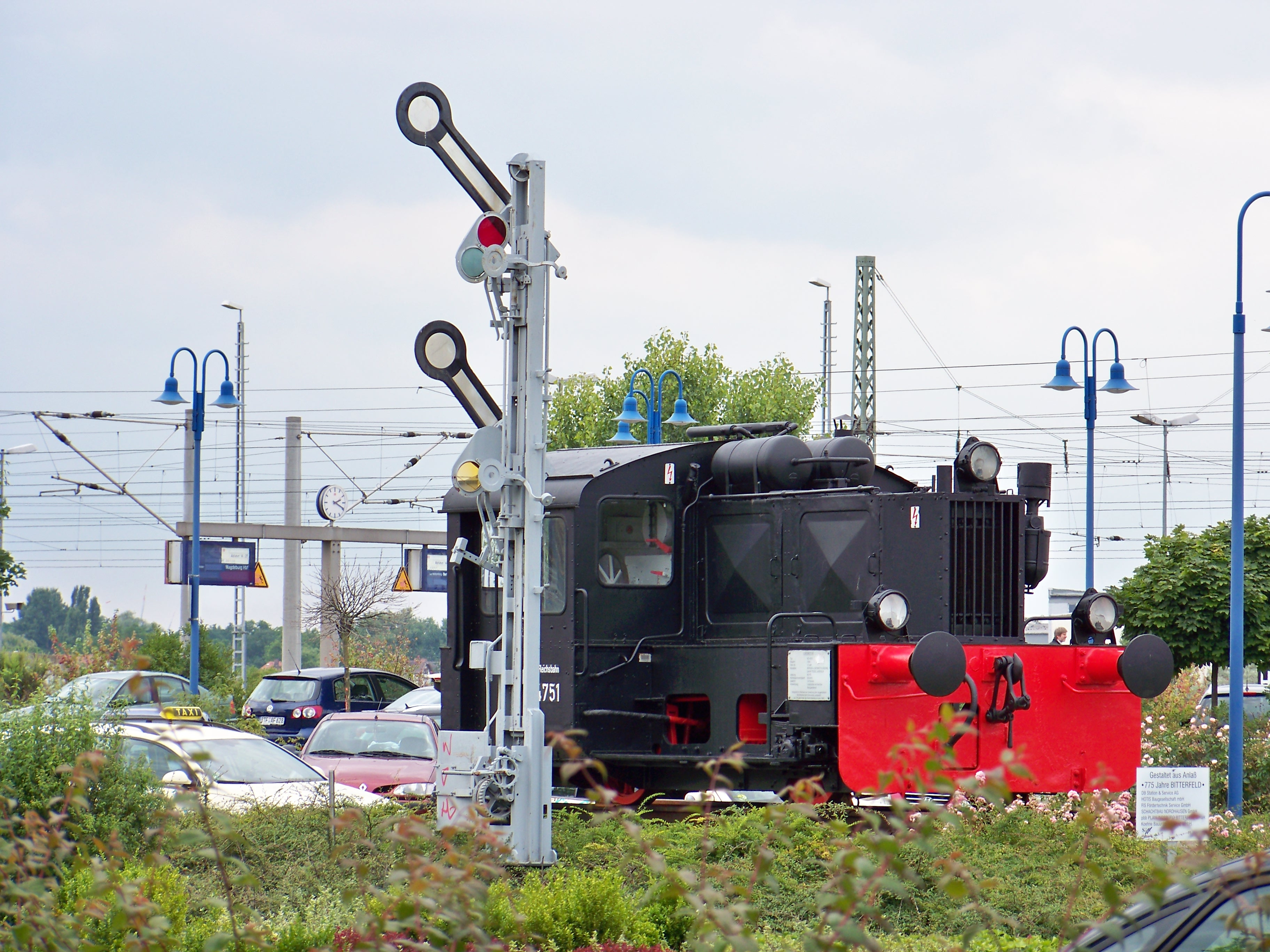
Kleinlokomotive auf dem Bahnhofsvorplatz (bis 2017)

Der Eisenbahnknoten Bitterfeld hatte  eine Ausdehnung von drei Kilometern und fast 400 Beschäftigte. 40 Züge wurden täglich gebildet und 30 aufgelöst. Der gesamte Bahnhof gliederte sich in drei Aufsichtsbezirke: Güterbahnhof Nord, Güterbahnhof Süd und Personenbahnhof. Zwei Rangierlokomotiven waren ständig für die Anschlussbahnen im Einsatz.
Bis 1999 fanden in größerem Umfang Umbaumaßnahmen an Bahnhofsgebäude und -vorplatz statt. Mit der Wende sank das Güterverkehrsaufkommen in Bitterfeld deutlich, sodass bis ungefähr zum Jahr 2000 viele Gütergleise und die bisher genutzten Stellwerke stillgelegt wurden. Die gesamte Umgestaltung und Sanierung des Bahnhofsgeländes kostete etwa 180 Millionen D-Mark. Die Bahnsteige 1 bis 6 mit Überdachungen und die Gleisanlagen wurden erneuert sowie das Empfangsgebäude saniert. Der Bahnhof Bitterfeld erhielt in diesem Zusammenhang ein elektronisches Stellwerk der Bauform L90 des Herstellers Alcatel (später Thales). Hinzu kam ein Busbahnhof und der neu gestaltete Bahnhofsvorplatz. Dort steht als Ausstellungsstück eine Diesellokomotive der Bauart Kö II, die ein örtlicher Modellbahnverein unterhält.

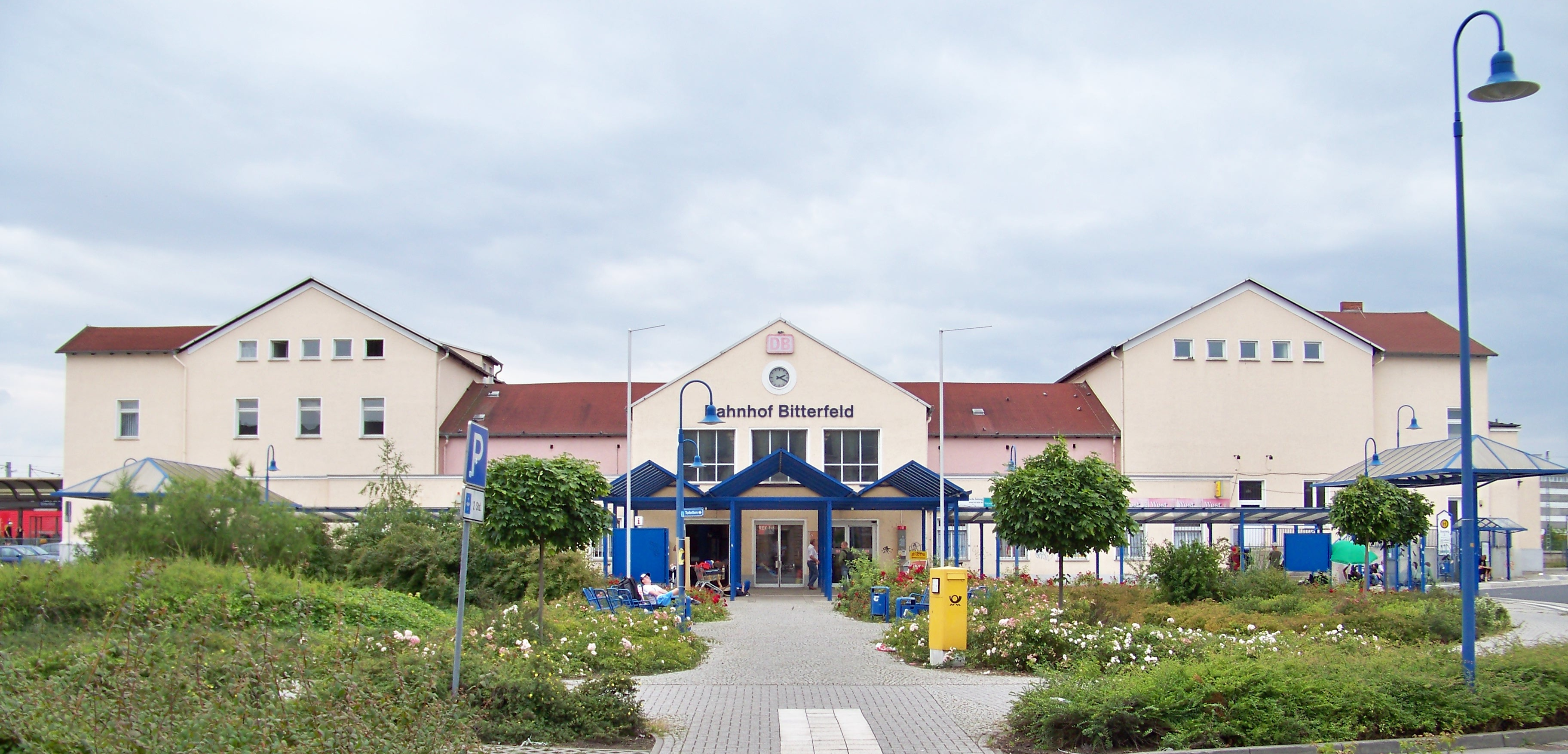
Empfangsgebäude (2009)

Das Empfangsgebäude wurde von März bis August 2023 abgerissen. Der Neubau begann im Oktober 2023 und war im Juli 2025 abgeschlossen. Das Bauvorhaben in Höhe von rund 23 Millionen Euro wurde mit Mitteln aus dem Investitionsgesetz Kohleregionen finanziert. Das Gebäude wurde am 16. Juli 2025 eröffnet.

## Anlagen

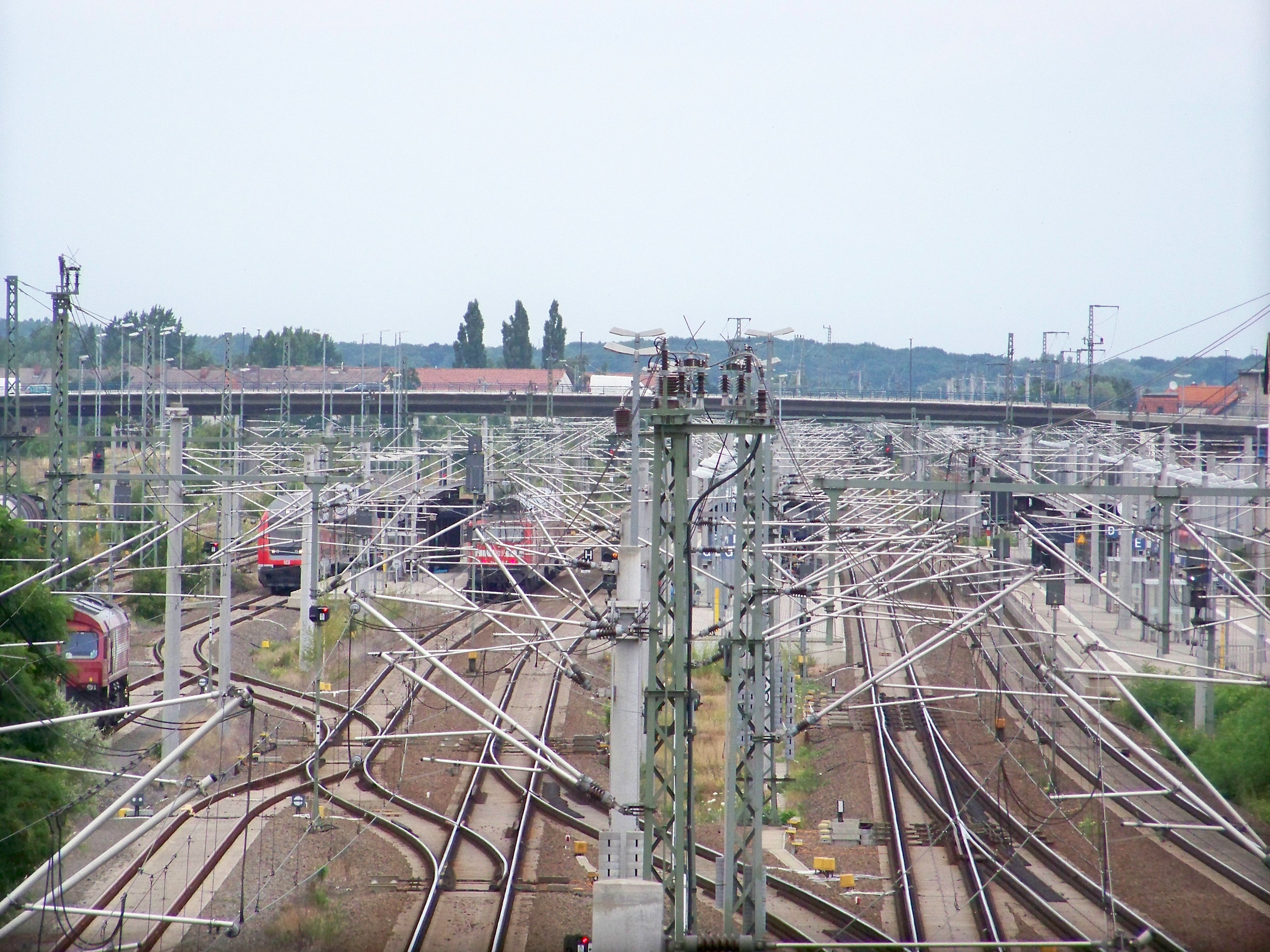
Blick Richtung Norden (2009)

Einst gehörten insgesamt 87 Gleise zu den Bahnanlagen. Hinzu kamen Anschlussbahnen zu örtlichen Firmen, zwei Ablaufberge und weitere Ladestraßen. Außerdem gab es noch einen Ringlokschuppen mit 16 Gleisen und einen Kohlenbahnhof mit 980 Metern Abstellgleisen.
Heute verfügt der Bahnhof Bitterfeld über insgesamt sechs Bahnsteiggleise. Die Bahnsteigkanten 1 bis 4 sind jeweils 370 Meter lang und 76 Zentimeter hoch, die Bahnsteigkanten 5 und 6 sind jeweils 140 Meter lang und 55 Zentimeter hoch.
Das östlich der Gleisanlagen liegende Empfangsgebäude mit Bahnhofsvorplatz ist im Besitz der Deutschen Bahn (Stand: 2016).
Seit den Ende der 1990er Jahre im Zuge des Verkehrsprojekts Deutsche Einheit Nr. 8.2 durchgeführten Umbauten können die Bahnsteiggleise 1, 2 und 3 mit 200 km/h durchfahren werden. Im Norden des Bahnhofs entstand ein Kreuzungsbauwerk, ein rund 600 m langes Trogbauwerk mit Unterführung des Streckengleises Richtung Wolfen unter der Bahnstrecke Halle–Berlin; damit wurden zeitgleiche Ein- und Ausfahrten aus dem Bahnhof möglich. Ein Elektronisches Stellwerk im Bahnhofsbereich steuert 117 Signale und 56 Weichen.

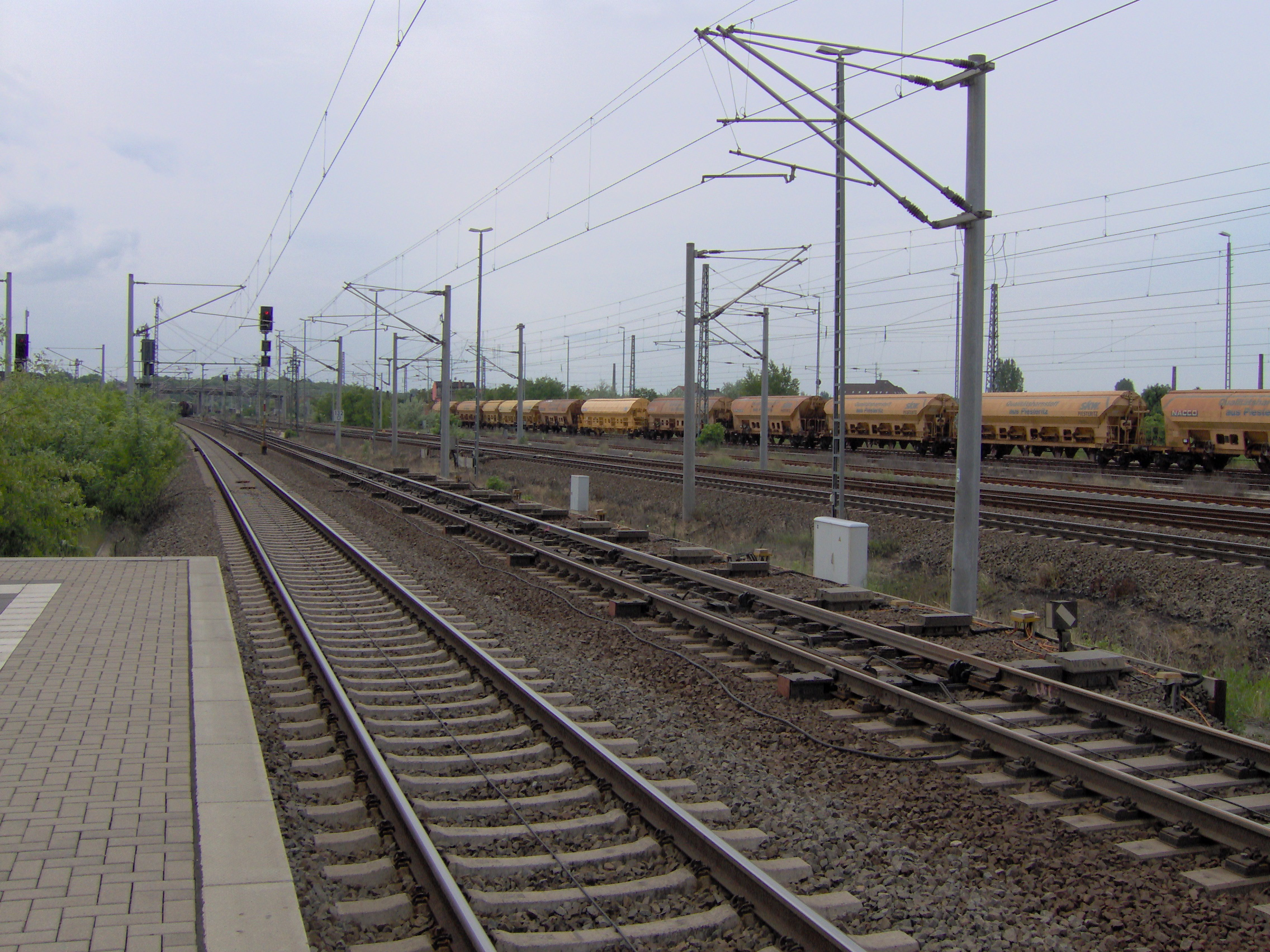
Schnellfahrweiche 61 am südlichen Bahnsteigende des Bahnhofs Bitterfeld

Im Bahnhof Bitterfeld wurden im Januar 1998 die damals längsten Weichen der Welt eingebaut. Die 169,2 Meter lange Konstruktion war mit 220 km/h (im Regelbetrieb bis 200 km/h) im abzweigenden Strang befahrbar. Die Weiche 03 im Nordkopf des Bahnhofs Bitterfeld erlaubte damit Zügen aus Leipzig Richtung Berlin, ohne Geschwindigkeitsreduzierung in die Bahnstrecke aus Halle einzufädeln. Die Zungen waren jeweils 59 m lang und wogen einschließlich der Traverse beim Einbau 120 t. Die Weichen wurden jeweils mit acht Antrieben für die Zungenvorrichtung und drei für die bewegliche Herzstückspitze ausgerüstet und als Klothoidenweichen ausgeführt: Ihr Zweiggleisradius verkleinert sich von 16 000 m am Weichenanfang auf 6100 m zur Mitte hin. Die 1999 eingebaute Weiche 61 liegt im Richtungsgleis Berlin–Halle am Südende des Bahnsteiges und hätte Durchfahrten von Wittenberg Richtung Halle und Leipzig mit 220 km/h erlaubt. Seit der Inbetriebnahme der LZB ist zwischen Berlin und Leipzig eine Geschwindigkeit von 200 km/h zulässig, zwischen Bitterfeld und Halle nur 160 km/h. Im Rahmen der Weichenerneuerung wurden die Klothoidenweiche 03 im Jahr 2018 durch eine konventionelle Korbbogenweiche EW 60-7000/6000-1:42-fb mit acht Verschlüssen in zwei Gruppen im Zungenbereich, drei Verschlüssen der beweglichen Herzstückspitze und nur noch drei Antrieben für eine Zweiggleisgeschwindigkeit von 200 km/h ersetzt. Die Weiche 61 ist weiterhin im Zustand von 1999 vorhanden.

## Verkehrsanbindung
| Linie                    | Fahrtverlauf | Fahrtverlauf | Takt (min) | EVU             |
| ------------------------ | --- | --- | --- | --------------- |
| ICE 11                   | Berlin – Bitterfeld – Leipzig – Erfurt – Eisenach – Fulda – Frankfurt (Main) – Stuttgart – München                                                                    | Berlin – Bitterfeld – Leipzig – Erfurt – Eisenach – Fulda – Frankfurt (Main) – Stuttgart – München                                                                    | einzelne Züge | DB Fernverkehr  |
| ICE 15                   | Eisenach – Gotha – Erfurt – Halle – Bitterfeld – Berlin (– Angermünde – Stralsund – Binz)                                                                             | Eisenach – Gotha – Erfurt – Halle – Bitterfeld – Berlin (– Angermünde – Stralsund – Binz)                                                                             | ein Zug (Mo – Sa, Fr + Sa bis Binz)                                                                               | DB Fernverkehr  |
| ICE 18                   | Hamburg – Berlin – Bitterfeld – Halle – Erfurt – Bamberg – Nürnberg – München                                                                                         | Hamburg – Berlin – Bitterfeld – Halle – Erfurt – Bamberg – Nürnberg – München                                                                                         | 120 | DB Fernverkehr  |
| IC 17                    | (Warnemünde –) Rostock – Berlin – Bitterfeld – Leipzig – Jena Paradies – Saalfeld (Saale) – Nürnberg – Regensburg – Passau – Linz – St. Pölten – Wien Meidling – Wien | (Warnemünde –) Rostock – Berlin – Bitterfeld – Leipzig – Jena Paradies – Saalfeld (Saale) – Nürnberg – Regensburg – Passau – Linz – St. Pölten – Wien Meidling – Wien | ein Zugpaar täglich Nacht Sa/So ab/bis Berlin                                                                     | DB Fernverkehr  |
| IC 56                    | Dresden – Leipzig – Bitterfeld – Magdeburg – Hannover – Bremen – Oldenburg – Emden                                                                                    | Dresden – Leipzig – Bitterfeld – Magdeburg – Hannover – Bremen – Oldenburg – Emden                                                                                    | ein Zug freitags (Oldenburg – Dresden); ein Zug sonntags (Dresden – Emden)                                        | DB Fernverkehr  |
| 12N                      | Berlin – Bitterfeld – Halle – Leipzig – Frankfurt Süd – Mannheim – Basel – Zürich                                                                                     | Berlin – Bitterfeld – Halle – Leipzig – Frankfurt Süd – Mannheim – Basel – Zürich                                                                                     | ein Zugpaar täglich                                                                                               | DB Fernverkehr  |
| RE 13                    | Magdeburg – Biederitz – Zerbst – Roßlau – Dessau – Wolfen – Bitterfeld – Delitzsch – Leipzig                                                                          | Magdeburg – Biederitz – Zerbst – Roßlau – Dessau – Wolfen – Bitterfeld – Delitzsch – Leipzig                                                                          | 060 | DB Regio Südost |
| S 2                      | Leipzig-Stötteritz – Leipzig Hbf – Delitzsch – Bitterfeld – | Wolfen – Dessau | 030 (Leipzig–Bitterfeld Mo–Fr) 060 (Leipzig–Bitterfeld Sa–So) 120 (Bitterfeld–Dessau) 120 (Bitterfeld–Wittenberg) | DB Regio Südost |
| S 2                      | Leipzig-Stötteritz – Leipzig Hbf – Delitzsch – Bitterfeld – | Gräfenhainichen – Wittenberg (– Jüterbog) | 030 (Leipzig–Bitterfeld Mo–Fr) 060 (Leipzig–Bitterfeld Sa–So) 120 (Bitterfeld–Dessau) 120 (Bitterfeld–Wittenberg) | DB Regio Südost |
| S 8                      | Halle – Landsberg – Bitterfeld – | Wolfen – Dessau | 030 (Halle–Bitterfeld Mo–Fr) 060 (Halle–Bitterfeld Sa–So) 120 (Bitterfeld–Dessau) 120 (Bitterfeld–Wittenberg)     | DB Regio Südost |
| S 8                      | Halle – Landsberg – Bitterfeld – | Gräfenhainichen – Wittenberg (– Jüterbog) | 030 (Halle–Bitterfeld Mo–Fr) 060 (Halle–Bitterfeld Sa–So) 120 (Bitterfeld–Dessau) 120 (Bitterfeld–Wittenberg)     | DB Regio Südost |
| Stand: 15. Dezember 2024 | | | |                 |

Im Stundentakt verkehrt die Buslinie 440 nach Stumsdorf über Zörbig. Sie ersetzt die Züge auf der Bahnstrecke Bitterfeld–Stumsdorf, nachdem diese abbestellt wurden.
Von Juni 2019 bis einschließlich März 2020 war aufgrund von Bauarbeiten im Bahnhof Köthen die Bahnstrecke Magdeburg–Leipzig zwischen Sachsendorf und Halle vollständig gesperrt. Währenddessen wurden Intercity der Linien 55 und 56 über Dessau umgeleitet und hielten auch in Bitterfeld.